# The Hall of Floaters in the Sky
A The Hall of Floaters in the Sky az Omega együttes angol nyelvű albuma 1975-ből. A dalok magyarul az Élő Omega és az Omega 6: Nem tudom a neved albumokon hallhatók, illetve a Never Feel Shame akkoriban csak angolul készült el stúdiófelvételen (idehaza felkerült A kenguru című film zenéjét tartalmazó lemezre), magyarul koncerteken játszották 1976-ban és 1977-ben, majd 2013-ban az Omega Oratórium albumra vették fel stúdióban. A dalok hangzásukban, hangszerelésükben helyenként eltérnek magyar megfelelőiktől, a Magician (A bűvész) végén hallható szóló közelebb áll a koncertváltozathoz (időnként a Csillagok útjánba is beleszőtték).

## Kiadásai
- 1975 LP
- 1987 CD
- 2022 CD+LP

## Dalok
1. Movin’ World (Mozgó világ) (Mihály Tamás – Kóbor János – Sülyi Péter)
2. One Man Land (zene: Hűtlen barátok, szöveg: Egyszemélyes ország) (Mihály Tamás – Kóbor János)
3. Magician (A bűvész) (Molnár György – Kóbor János – Sülyi Péter)
4. The Hall of Floaters in the Sky (Az égben lebegők csarnoka) (Molnár György – Kóbor János – Sülyi Péter)
5. Never Feel Shame (Ne legyen) (Benkő László – Kóbor János)
6. 20th Century Town Dweller (20. századi városlakó) (Benkő László – Kóbor János – Sülyi Péter)

## Az együttes tagjai
- Benkő László – billentyűs hangszerek, vokál
- Debreczeni Ferenc – dob, ütőhangszerek, vokál
- Kóbor János – ének
- Mihály Tamás – basszusgitár, vokál
- Molnár György – gitár, vokál
- Közreműködött Christian Kolinovits – nagyzenekari hangszerelés